# I Want to See the Bright Lights Tonight
I Want to See the Bright Lights Tonight je první studiové album britského hudebníka Richarda Thompsona a jeho manželky, zpěvačky Lindy Thompson. Album vyšlo v dubnu 1974. Nahráno bylo v květnu předchozího roku v londýnském studiu Sound Techniques a o produkci se spolu s Thompsonem staral John Wood.

## Seznam skladeb
| Pořadí | Název                                   | Délka |
| ------ | --------------------------------------- | ----- |
| 1.     | When I Get to the Border                | 3:26  |
| 2.     | The Calvary Cross                       | 3:51  |
| 3.     | Withered and Died                       | 3:24  |
| 4.     | I Want to See the Bright Lights Tonight | 3:07  |
| 5.     | Down Where the Drunkards Roll           | 4:05  |
| 6.     | We Sing Hallelujah                      | 2:49  |
| 7.     | Has He Got a Friend for Me              | 3:32  |
| 8.     | The Little Beggar Girl                  | 3:24  |
| 9.     | The End of the Rainbow                  | 3:55  |
| 10.    | The Great Valerio                       | 5:22  |

## Obsazení
- Richard Thompson – zpěv, kytara, dulcimer, mandolína, píšťalka, klávesy
- Linda Thompson – zpěv
- Timi Donald – bicí
- Pat Donaldson – baskytara
- John Kirkpatrick – akordeon, koncertina
- Simon Nicol – dulcimer
- Brian Gulland – krumhorn
- Richard Harvey – krumhorn
- Royston Wood – zpěv